# 動畫內容博覽會
動畫內容博覽會（日語：アニメ コンテンツ エキスポ），2012年起由動畫內容博覽會實行委員會所籌組的動畫業界展覽，在日本千葉縣的幕張展覽館舉行的。此項目簡釋取自其英文名的各字首ACE（日語：エース）。

## 簡介
2010年12月，東京都議會通過《東京都青少年健全育成條例》修正案，大幅度規範ACG作品，致使包括加盟漫畫10社會的角川書店、集英社、小學館、講談社、少年畫報社、新潮社 、秋田書店、白泉社、雙葉社、LEED社等出版社和部分相關公司一起排擠東京都主辦的東京國際動畫博覽會（TAF），負責主辦東京國際動畫博覽會的日本動畫協會發表聲明，指出因大量參展商退出展覽會使開幕變得困難；但其後也沒有因以上原因而停辦該年度的博覽會。
面對這樣形勢，角川書店於12月底宣布將與多間動漫公司另行舉辦東京國際動畫博覽會以外的一個動畫博覽會（當時尚未命名為動畫內容博覽會），及後把舉辦日期定為3月26日、27日，適逢與從3月24日至3月27日期間舉行的東京國際動畫博覽會撞期（首2日為招待業界關係者）。但曾作為TAF準備委員會成員、與TAF日程有關係的角川書店社長井上伸一郎卻指一切都是偶然。
在幕張展覽場地還有動畫歌曲的音樂節「A FES」於同樣日程中舉行。

## 取消
2011年3月11日發生的日本東北地方太平洋近海地震使三個展示會（東京國際動畫博覽會、動畫內容博覽會、A FES）同樣告吹。它們分別於3月16日、3月17日、3月14日發佈中止項目的決定。
由於輪流供電的問題，加上幕張位處近海地區帶來土壤液化的風險，以及交通或福島第一核電廠的輻射洩漏問題，為入場人士的安全著想，決定取消這次展覽，所售出的4萬張門票將會安排退款。

## 展会
正式的首届展会于2012年3月31日-4月1日顺利举办（ACE2012），55家企业出展，共有41628名观众到场参观，低于预期的5万人次，因而造成了数千万日元的运营经费赤字。
。2012年展会的口号已经改成「创造一个让作品和粉丝直接接触的良好环境」。
2014年，動畫內容博覽會跟東京國際動畫博覽會合併，並在東京都舉辦第一屆『Anime  Japan』。

## 參展商

### 組成準備委員會的企業
- Aniplex
- 安利美特
- Geneon Entertainment
- King Records（旗下還有STARCHILD）
- 角川書店
- Frontier Works
- Marvelous Entertainment
- Media Factory

### 一般參展商
- 索尼電腦娛樂
- 日本娛樂媒體總合學院（日语：アミューズメントメディア総合学院）
- 入江泰浩
- 音泉 （Tablier Communications營運）
- WAVE CORPORATION（株式会社ウェーブ）
- 東京音樂專門學校（日语：東京スクールオブミュージック専門学校）
- Enterbrain
- DWANGO
- 大阪放送
- Nitro+
- 角川CONTENTS GATE
- HIBIKI （株式会社 響）
- Gift
- 富士見書房
- Chara-ani （キャラアニ）
- Broccoli
- KlockWorx（日语：クロックワークス）
- 神戶藝術工科大學（日语：神戸芸術工科大学）
- Volks（日语：ボークス）
- COSPA（コスパ）

### 預定於東京國際動畫博覽會共同參展的企業
- Anima
- 東京電視台
- 電通
- BS11數碼（日本BS放送）
- Good Smile Company
- 文化放送
- ufotable
- Satelight（サテライト）